# ジャン＝エティエンヌ・ゲタール

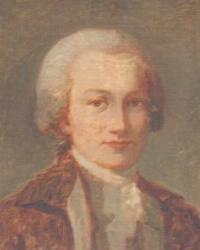
Jean-Étienne Guettard

ジャン＝エティエンヌ・ゲタール（Jean-Étienne Guettard、1715年9月22日 – 1786年1月7日）は、フランスの博物学者、鉱物学者である。

## 略歴
エタンプで生まれた。母方の祖父のフランソワ・デクライン（François Descurain）は薬剤師で、アマチュア植物学者で、ベルナール・ド・ジュシューの友人であった人物で、ゲタールは祖父の影響を受けた。パリで医学を学び、1741年に学位を得た。
1741年から博物学者、ルネ・レオミュールの収集した科学コレクションの学芸員として働き、鉱物学の研究の方法などを学んだ。1742年にパリの医学部のメンバーとなった。オルレアン公、ルイ・ド・ブルボン＝オルレアンのもとで働き、博物学コレクションと整理のために働いた。ルイ・ド・ブルボン＝オルレアンの没後も息子のルイ・フィリップ1世のもとでその仕事を続けた。
フランス各地、オランダ、イタリア、スイス、ポーランドの調査を行う内に地質学に興味を持ち、1780年にモネ（Antoine-Grimoald Monnet）らとフランス最初の地質図 "Atlas et description minéralogique de la France"を発表し、地質学、鉱物学の功績を上げた。また以前からラヴォアジエ家と親交があり、当時大学生だったアントワーヌ・ラヴォアジエの師の一人として、彼と共にアルザス＝ロレーヌを探検している。
水成説と火成説の間の、玄武岩の成因についての論争に参加した一人ではじめ水生説を支持したが、イタリアなどでの調査から火成説に転じた。
リンネによって、アカネ科の植物の属名、Guettardaに命名された。

## 著作
- Observations sur les plantes (Durand, Paris, deux volumes, 1747), où il cite ses observations et celles de son grand-père, Descurain, pharmacien à Étampes.
- Carte minéralogique, Où l’on voit la Nature des terreins du Canada et de la Louisiane. Dressée par Philippe Buache de l’Ac. des Sciences sur les recherches et pour un Mémoire de Mr Guettard de la même Acadadémie. 1752. (erste mineralogische Karte Nordamerikas)
- Mémoires sur différentes parties des sciences et arts (L. Prault, Paris, trois volumes, 1768–1770).
- Il traduit l’Histoire naturelle.de Pline l’Ancien (Paris, douze volumes, 1771–1782).
- Mémoires sur la minéralogie du Dauphiné (imprimerie de Clousier, Paris, deux volumes, 1779).
- Atlas et description minéralogiques de la France, entrepris par ordre du Roi (Didot l’aîné, Paris, 1780).